# IIFA Award/Bester Schurke
Die Gewinner des International Indian Film Academy Award (IIFA) Best Villain Award waren:
| Jahr | Darsteller       | Film                    | Deutscher Titel           |
| ---- | ---------------- | ----------------------- | ------------------------- |
| 2000 | Naseeruddin Shah | Sarfarosh               | —                         |
| 2001 | Sushant Singh    | Jungle                  | —                         |
| 2002 | Akshay Kumar     | Ajnabee                 | —                         |
| 2003 | Akshaye Khanna   | Humraaz                 | —                         |
| 2004 | Feroz Khan       | Janasheen               | —                         |
| 2005 | John Abraham     | Dhoom                   | Dhoom! – Die Jagd beginnt |
| 2006 | Nana Patekar     | Apaharan                | —                         |
| 2007 | Saif Ali Khan    | Omkara                  | —                         |
| 2008 | Vivek Oberoi     | Shootout at Lokhandwala | —                         |
| 2009 | Akshaye Khanna   | Race                    | —                         |
| 2010 | Boman Irani      | 3 Idiots                | 3 Idiots                  |
| 2011 | Sonu Sood        | Dabangg                 | —                         |
| 2012 | Prakash Raj      | Singham                 | —                         |
| 2013 | Rishi Kapoor     | Agneepath (2012)        | —                         |
| 2014 | Rishi Kapoor     | Aurangzeb               | —                         |
| 2015 | Kay Kay Menon    | Haider                  | —                         |
| 2016 | Darshan Kumar    | NH10                    | —                         |
| 2017 | Jim Sarbh        | Neerja                  | —                         |